# Hans T. Sternudd
Hans Gunnar Torstensson Sternudd, född 13 maj 1955, är en svensk performancekonstnär, scenkonstnär och konstvetare.
Han växte upp i Norrland men bor i Skåne. I sin performancekonst är han inspirerad av tysk expressionism, action painting och wienaktionismen. Han har även intresserat sig för performance- och aktionskonstens rituella drag, religiösa dimensioner och anat likheter med antik mysteriekult.
Under åren 1992-2006 verkade han under namnet “the belacqua project”. Sedan 2007 framträder han under sitt eget namn, men har även sedan år 2004 ett samarbete med butohkonstnären Susanna Åkerlund under namnet The Children of Guts, som presenterat verk på ett flertal internationella performancekonstfestivaler.
I sin ritualbetonade aktionskonst står kroppens gränser och känslan av olust i centrum. De tidiga verken innehöll bland annat fiskinälvor och matvaror. Senare utforskades mänskliga situationer som hämnd och tillit samt reflektioner kring folkhemmets sönderfall.
Hans T. Sternudd är även verksam som konst- och bildvetare vid Linnéuniversitetet. Han disputerade 2004 för filosofie doktorsexamen med den första (och hittills enda) konstvetenskapliga avhandlingen om performancekonst. Sedan 2008 driver han, med finansiering från Vetenskapsrådet, forskningsprojektet Smärtans semiotik vilket undersöker olika aspekter av bilder av självskador publicerade på internet.